# Hohe Heide (Naturschutzgebiet)
Die Hohe Heide ist ein Naturschutzgebiet in der niedersächsischen Stadt Neustadt am Rübenberge in der Region Hannover.

## Allgemeines
Das Naturschutzgebiet mit dem Kennzeichen NSG HA 258 ist circa 121 Hektar groß. Es ist Bestandteil des FFH-Gebietes „Helstorfer, Otternhagener und Schwarzes Moor“. Im Westen schließt sich das Landschaftsschutzgebiet „Auterniederung“ an. Das Gebiet steht seit dem 6. August 2021 unter Naturschutz. Zuständige untere Naturschutzbehörde ist die Region Hannover.

## Beschreibung
Das Naturschutzgebiet liegt nordöstlich von Neustadt am Rübenberge im Norden der Hannoverschen Moorgeest. Es stellt Flächen des Standortübungsplatzes Neustadt-Luttmersen unter Naturschutz. Dabei handelt es sich überwiegend um Reste ehemals weitläufiger Heidelandschaften, die bis ins 20. Jahrhundert hinein typisch für die Gegend waren. Viele Heideflächen wurden in der zweiten Hälfte des 20. Jahrhunderts aufgeforstet oder zu landwirtschaftlich intensiv genutzten Flächen umgewandelt. Aufgrund der militärischen Nutzung im Bereich des Standortübungsplatzes blieben die Heideflächen hier teilweise erhalten.
Das Naturschutzgebiet wird überwiegend von Halbruderalfluren, Sandheiden und Sandtrockenrasen auf trockenen Standorten geprägt. Auf einem feuchteren Standort im Südosten des Naturschutzgebietes ist ein ausgedehnter Borstgrasrasen ausgebildet. Teilflächen des Naturschutzgebietes sind bewaldet.
Die Heideflächen werden von Besen- und Glockenheide gebildet. Darin sind Behaarter und Englischer Ginster eingebettet. Teilweise sind die Heiden von Wacholder oder Baumgruppen durchsetzt. Weiterhin siedeln im Naturschutzgebiet unter anderem Kriechweide, verschiedene Gräser wie Gewöhnliches Ruchgras, Mittleres Zittergras, Wiesenkammgras, Trespenfederschwingel, Sandstraußgras, Hirsesegge, Fadenbinse und Borstgras, Waldläusekraut, Kleines Filzkraut, Wiesenflockenblume, Kleiner Klappertopf, Heidenelke, Lungenenzian, Hunds- und Sumpfveilchen sowie die Orchideen Geflecktes Knabenkraut und Weiße Waldhyazinthe. An den Böschungen von Gräben im Südosten des Naturschutzgebietes siedeln unter anderem Torfmoose und Sonnentau.
Das Gebiet ist Lebensraum für Vogelarten des Offenlandes, eine artenreiche Insektenfauna sowie verschiedene Reptilien. Es beherbergt unter anderem die Vogelarten Wiesenpieper, Braun- und Schwarzkehlchen, Heidelerche, Ziegenmelker, Raubwürger und Neuntöter. Heuschrecken sind beispielsweise durch Feldgrille, Bunter Grashüpfer, Verkannter Grashüpfer und Gefleckte Keulenschrecke, Schmetterlinge durch die Tagfalterarten Kleiner Perlmuttfalter, Argusbläuling und Großes Ochsenauge vertreten. Weiterhin beherbergt das Gebiet verschiedene Wildbienen. Reptilien sind durch Waldeidechse, Ringelnatter und Schlingnatter vertreten.